# عمر سوسا
عمر سوسا(10 أبريل، 1965) هو عازف بيانو وملحن كوبي. ولد في كاماغوي في 10 أبريل 1965.

## السيرة الذاتية
درس في وقت مبكر، قرع على البيانو في المدرسة الوطنية للموسيقى في هافانا قبل دخول تفوقه في معهد الفن في كوبا وقال أنه سيتم العمل مع فيسنتي فيليو قبل الذهاب للعيش في  إكوادور ثم إلى  سان فرانسيسكو ومن ثم إلى برشلونة.
عمر سوسا هو المصمم الذي يجد الإلهام في الموسيقى التقليدية الكوبية، في الجاز إلى أكثر معاصرة,ك الهيب هوب أو الموسيقى العربية.

## الألبومات
- عمر عمر (1997)
- جانا الجذور (1997)
- روح الجذور (1999)
- حياة جديدة (2003)
- القصص (2005)

## روابط خارجية
- عمر سوسا على موقع ميوزك برينز (الإنجليزية)
- عمر سوسا على موقع أول ميوزيك (الإنجليزية)
- عمر سوسا على موقع ديسكوغز (الإنجليزية)